# Nicole Azzopardi
Pour les articles homonymes, voir Azzopardi.
 (novembre 2016).
Si vous disposez d'ouvrages ou d'articles de référence ou si vous connaissez des sites web de qualité traitant du thème abordé ici, merci de compléter l'article en donnant les références utiles à sa vérifiabilité et en les liant à la section « Notes et références ».
Nicole Azzopardi est une jeune chanteuse maltaise née à Mosta le 26 décembre 1996.
Elle représente son pays au Concours Eurovision de la chanson junior 2010 avec la chanson Knock knock, boom boom.
Elle tentait depuis 2007 de représenter son pays mais cela sans succès.